# Opel Trixx

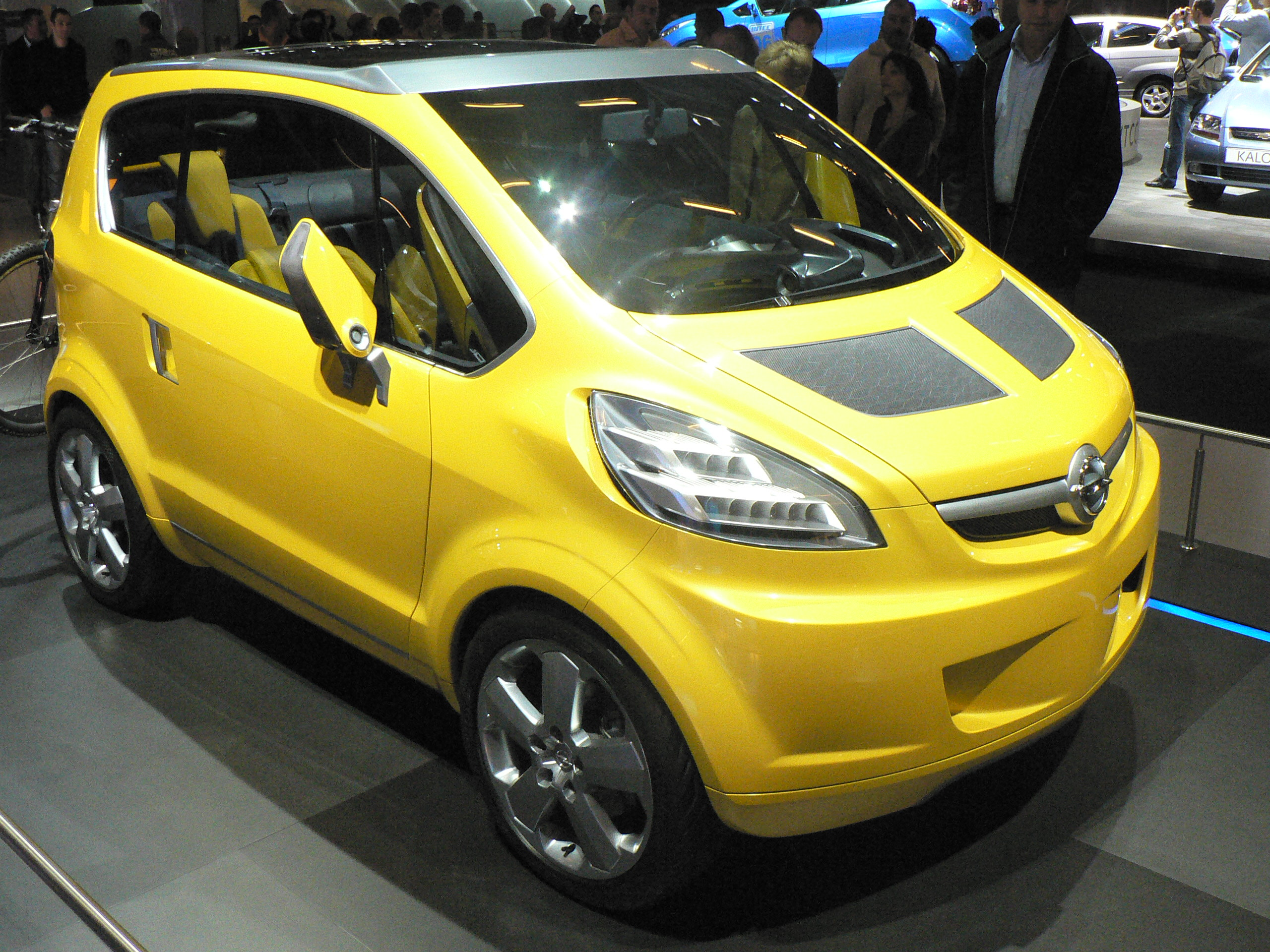
Der Opel Trixx auf dem Genfer Auto-Salon im Jahr 2004

Der Opel Trixx war ein Kleinstwagen von Opel, welcher als Konzeptfahrzeug auf dem Genfer Auto-Salon im Jahr 2004 vorgestellt wurde. Opel wollte mit dem Fahrzeug den Automobilhersteller Smart angreifen. Die vollständige Entwicklung des Modells wurde von Vercarmodel Saro durchgeführt. Die Höchstgeschwindigkeit lag bei 112 km/h. Trotz der sehr kleinen Größe konnte man am Heck Fahrräder anbringen, auch hatte das Auto einen Rücksitz. Des Weiteren hatte das Auto an beiden Seiten Schiebetüren. Zum Serienfahrzeug wurde das Auto jedoch nicht, stattdessen kam der Opel Agila B auf dem Markt. Es war jedoch der Ausgangspunkt zum neuen Opel Agila, so weist die aktuelle Version des Agilas verschiedene Merkmale des Opel Trixx auf.